# 꼬르륵
꼬르륵은 의성어 중 하나로 인체 내 소화 도중에 공기를 밀어내어 나는 현상의 소리이다. 학문적인 용어로 'borborygmi'라 한다.

## 기타
의외로 애니메이션 작품 중 하나인 《포켓몬스터 AG》에서는 139화 《라이벌 대결! 윈디를 잡아라!》편에서 윈디 때문에 조용히 할 상황에 한지우가 꼬르륵 소리를 내자 봄이가 조용히 하라고 불평한 그러한 사례도 있다. (AG 139화에서 인물들이 자기들 앞에 윈디가 등장하기를 기다리고 있을 때 한지우가 갑작스레 내자 봄이가 조용히 하라고 불평하며 시키긴 했으나, 그러다 나중에 모두 함께 식사를 하게 되었고, 한편, 윈디는 물 건너가게 된 바로 그러한 장면이었다. 이 외에도 《포켓몬스터 AG》 같은 미디어 매체에 그러한 장면들이 등장할 수 있다.)